# Viadana arcuata
Viadana arcuata  (лат.) — вид кузнечиков из подсемейства Phaneropterinae. Южная Америка: Колумбия. 

## Описание
Кузнечики среднего размера (длина тела около 3 см, надкрылья 27 мм, заднее бедро до 16 мм). От близких видов отличается строением гениталий и надкрылий самцов. Основная окраска зелёная с желтовато-коричневыми отметинами. Головной рострум узкий; передняя часть его верхнего бугорка узкая и довольно короткая (не проецируется вперед по отношению к ее нижнему бугорку). Переднеспинка имеет короткие боковые лопасти.

## Систематика и этимология
Вид включён в состав подрода Arcuadana Gorochov & Cadena-Castañeda, 2015.
Впервые был описан в 2015 году российским энтомологом Андреем Васильевичем Гороховым (Зоологический институт РАН, Санкт-Петербург) совместно с колумбийским биологом Оскаром Кадена-Кастаньедой (Oscar J. Cadena-Castañeda; Universidad Distrital Francisco José de Caldas, Богота, Колумбия). 
Видовое название V. arcuata происходит от латинского слова «arcuata» (дугообразный, изогнутый), указывающего на характерный признак строения гениталий.